# Shenzhen Xidesheng Cycling Team
Das Shenzhen Xidesheng Cycling Team ist ein chinesisches Radsportteam mit Sitz in Peking.
Die Mannschaft wurde 2011 gegründet und nimmt als UCI Continental Team an den Rennen der UCI Continental Circuits teil. Bis 2019 waren im Team neben chinesischen Fahrern Sportler aus den Nachfolgestaaten der ehemaligen Sowjetunion, die den Großteil der Siege für das Team erzielten.

## Erfolge als Continental Team
| Rennserie                 | 2011 | 2012 | 2013 | 2014 | 2015 | 2016 | 2017 | 2018 | 2019 | 2020 | 2021 | 2022 | 2023 | 2024 |
| ------------------------- | ---- | ---- | ---- | ---- | ---- | ---- | ---- | ---- | ---- | ---- | ---- | ---- | ---- | ---- |
| UCI ProSeries             | -    | -    | -    | -    | -    | -    | -    | -    | -    | -    | -    | -    | -    | -    |
| UCI Continental Circuits  | -    | -    | -    | -    | -    | -    | -    | 2    | 3    | -    | -    | -    | -    | -    |
| nationale Meisterschaften | -    | 1    | -    | 1    | 2    | 1    | 2    | -    | 1    | -    | -    | -    | -    | -    |

## Platzierungen in UCI-Ranglisten
UCI-Weltrangliste
| World Ranking | World Ranking | World Ranking                | World Ranking |
| Jahr          | Teamwertung   | Einzelwertung                |               |
| ------------- | ------------- | ---------------------------- | ------------- |
| 2016          | —             | Murodjon Xolmurodov (1142. ) |               |
| 2017          | —             | Andrey Izmaylov (1739. )     |               |
| 2018          | —             | Mychajlo Kononenko (292. )   |               |
| 2019          | 97.           | Mychajlo Kononenko (460. )   |               |
| 2023          | 160.          | Haijie Hu (939. )            |               |
| 2024          | 145.          | Ali Labib (704. )            |               |
|               |               |                              |               |
| Quelle: UCI   |               |                              |               |

UCI Asia Tour
| Saison | Mannschaftswertung | Fahrerwertung             |
| ------ | ------------------ | ------------------------- |
| 2011   | 62.                | Liu Bo (269.)             |
| 2012   | 13.                | Murodjon Xolmurodov (20.) |
| 2013   | -                  | -                         |
| 2014   | 45.                | Vadim Shaehov (107.)      |
| 2015   | 28.                | Abdullojon Akparov (114.) |
| 2016   | 56.                | Sergey Medvedev (208.)    |